# Гейделберг Тауншип (округ Лебанон, Пенсільванія)
Гейделберг Тауншип (англ. Heidelberg Township) — селище (англ. township) в США, в окрузі Лебанон штату Пенсільванія. Населення — 4095 осіб (2020).

## Демографія
Згідно з переписом 2010 року, у селищі мешкало 4069 осіб у 1374 домогосподарствах у складі 1090 родин. Було 1444 помешкання
Расовий склад населення:
| - 98,2 % — білих - 0,4 % — чорних або афроамериканців - 0,4 % — азіатів |

До двох чи більше рас належало 0,9 %. Частка іспаномовних становила 0,9 % від усіх жителів.
За віковим діапазоном населення розподілялося таким чином: 29,2 % — особи молодші 18 років, 56,6 % — особи у віці 18—64 років, 14,2 % — особи у віці 65 років та старші. Медіана віку мешканця становила 36,8 року. На 100 осіб жіночої статі у селищі припадало 103,5 чоловіків;  на 100 жінок у віці від 18 років та старших — 102,0 чоловіків також старших 18 років.
Середній дохід на одне домашнє господарство  становив 73 883 долари США (медіана — 60 956), а середній дохід на одну сім'ю — 84 121 долар (медіана — 69 120). Медіана доходів становила 52 202 долари для чоловіків та 29 770 доларів для жінок. За межею бідності перебувало 5,7 % осіб, у тому числі 10,7 % дітей у віці до 18 років та 0,0 % осіб у віці 65 років та старших.
Цивільне працевлаштоване населення становило 1964 особи. Основні галузі зайнятості: освіта, охорона здоров'я та соціальна допомога — 23,1 %, виробництво — 15,3 %, роздрібна торгівля — 13,4 %.